# Молёбский сельсовет
Молёбский сельский совет — упразднённое муниципальное образование в Кишертском районе Пермского края Российской Федерации.

## Состав
В состав сельского совета входит 1 населённый пункт — село Молёбка.

## История
Молёбский сельский Совет организован в 1918 году по распоряжению Совета Народных комиссаров. С 1918 года по 1924 год Молёбский волисполком находился в подчинении Красноуфимского уезда Уральской области. С 1924 по 1929 годы Молёбский сельсовет вошёл в состав Шамарского района Кунгурского округа Уральской области. С 1929 года по 1962 год Молёбский сельсовет находился в подчинении Кишертского райисполкома, с 1963 по 1964 годы — в составе Кунгурского района, с 1964 по 1965 годы — Суксунского района, а с ноября 1965 года вновь был создан Кишертский район, и сельсовет перешёл в подчинение Кишертского райисполкома.
На бюджете сельсовета находятся 8-летняя школа, интернат, детсад, клуб, библиотека.
На территории сельсовета находятся спецшкола и колхоз им. Куйбышева. В спецшколе обучаются умственно отсталые дети. Колхоз занимается выращиванием хлебов, животноводством, где преимущество отдается откорму крупного рогатого скота.
Документальные материалы сохранены не полностью, особенно довоенных и военных лет. Часть их утрачена ввиду разных реорганизаций, часть сдана в макулатуру без оформления акта, специальных мест для хранения документов не имелось.
В настоящее время налаживается порядок в учёте и хранении документов.
В соответствии с указом Президента РСФСР от 22 августа 1991 года № 75 «О некоторых вопросах деятельности исполнительной власти в РСФСР» прекращены полномочия исполнительных комитетов на территории Кишертского района.
Полномочия исполнительного комитета Молёбского сельсовета народных депутатов прекратились в связи с Законом РСФСР «О местном самоуправлении в РСФСР» с момента вступления в должность главы администрации Молёбского сельсовета 3 марта 1992 года пост. № 39.
В январе 2006 года сельский совет упразднён, населённые пункты вошли в состав Осинцевского сельского поселения.

## Местное самоуправление
Глава сельского совета с 1983 года по 2006 год — Николай Ильич Алексеев 1956 г. р. С 2006 по апрель 2016 года специалистом сельской администрации являлся Н. И. Алексеев.